# Hàm Thuận Bắc
Hàm Thuận Bắc là một huyện bán sơn địa của tỉnh Bình Thuận, Việt Nam.

## Địa lý
Huyện Hàm Thuận Bắc nằm ở phía bắc của tỉnh Bình Thuận, có vị trí địa lý:
- Phía đông giáp huyện Bắc Bình
- Phía tây giáp huyện Tánh Linh và huyện Hàm Thuận Nam
- Phía nam giáp thành phố Phan Thiết
- Phía bắc giáp huyện Bảo Lâm và huyện Di Linh thuộc tỉnh Lâm Đồng.

Hàm Thuận Bắc cùng với huyện Hàm Thuận Nam được thành lập năm 1983 trên cơ sở chia tách huyện Hàm Thuận của tỉnh Thuận Hải (cũ) lấy sông Cà Ty làm ranh giới.

### Địa hình
Nhìn chung địa hình của huyện khá đa dạng, thấp dần theo hướng Tây Bắc - Đông Nam; bao gồm dạng địa hình vùng đồi núi, bán sơn địa, vùng đồng bằng phù sa ven sông và các vùng cồn cát biển; có thể tạm chia địa hình của huyện thành 3 dạng chính:
- Vùng đồi núi bán sơn địa phía Bắc và phía Tây: Phân bố về phía Tây đường sắt Bắc Nam, bao gồm các xã vùng bán sơn địa, chiếm 76,44% diện tích tự nhiên toàn huyện.
- Vùng đồng bằng phù sa ven sông: Bao gồm một số xã nằm dọc theo Quốc lộ 1 và Quốc lộ 28, chiếm 12,39% tổng diện tích tự nhiên toàn huyện.
- Vùng cồn cát biển phía Nam và phía Đông: Phân bố về phía Đông Quốc lộ 1 kéo dài bao gồm các xã Hàm Đức, xã Hồng Sơn và xã Hồng Liêm, chiếm 10,63% tổng diện tích tự nhiên của huyện. Đây là vùng có cồn cát trắng vàng và đỏ mang tính chất khô hạn nhất của huyện.

### Khí hậu
Nằm trong vùng nhiệt đới gió mùa, nhưng khí hậu của huyện mang nét đặc trưng của chế độ khí hậu bán khô hạn vùng cực Nam trung bộ, tuy nhiên do phân hoá về địa hình nên khí hậu của huyện được chia thành hai tiểu vùng gồm vùng khí hậu miền núi và vùng khí hậu đồng bằng ven biển. Trong năm khí hậu được chia thành 2 mùa rõ rệt:
- Mùa mưa: Từ tháng 5 đến tháng 10.
- Mùa khô: Từ tháng 11 đến tháng 4 năm sau.

### Thủy văn
Chế độ thủy văn của huyện chịu ảnh hưởng của hai con sông chính là sông Cái Phan Thiết và sông La Ngà. Ngoài ra trên địa bàn huyện còn một hệ thống gồm nhiều con sông, suối nhỏ khác.

## Hành chính
Huyện Hàm Thuận Bắc có 17 đơn vị hành chính cấp xã trực thuộc, bao gồm 2 thị trấn: Ma Lâm (huyện lỵ), Phú Long và 15 xã: Đa Mi, Đông Giang, Đông Tiến, Hàm Chính, Hàm Đức, Hàm Hiệp, Hàm Liêm, Hàm Phú, Hàm Thắng, Hàm Trí, Hồng Liêm, Hồng Sơn, La Dạ, Thuận Hòa, Thuận Minh.

## Lịch sử
Huyện Hàm Thuận Bắc được thành lập ngày 30 tháng 12 năm 1982 từ việc chia tách huyện Hàm Thuận cũ và tiếp nhận xã La Dạ từ huyện Đức Linh, khi đó thuộc tỉnh Thuận Hải, gồm 13 xã: Đông Giang, La Dạ, Hàm Chính, Hàm Đức, Hàm Hiệp, Hàm Liêm, Hàm Nhơn, Hàm Phú, Hàm Thắng, Hàm Trí, Hồng Sơn, Hồng Liêm và Ma Lâm.
Ngày 28 tháng 11 năm 1983, Hội đồng Bộ trưởng ban hành Quyết định 140-HĐBT. Theo đó: 
- Chia xã Hàm Trí thành 2 xã: Hàm Trí và Thuận Hòa
- Chia xã Hàm Phú thành 2 xã: Hàm Phú và Thuận Minh
- Chia xã Đông Giang thành 2 xã: Đông Giang và Đông Tiến.

Ngày 26 tháng 12 năm 1991, tỉnh Bình Thuận được tái lập từ tỉnh Thuận Hải cũ, huyện Hàm Thuận Bắc thuộc tỉnh Bình Thuận.
Ngày 15 tháng 6 năm 1999, chuyển xã Ma Lâm thành thị trấn Ma Lâm (thị trấn huyện lỵ huyện Hàm Thuận Bắc).
Ngày 22 tháng 11 năm 2001, chia xã La Dạ thành 2 xã: La Dạ và Đa Mi.
Ngày 18 tháng 7 năm 2003, chuyển xã Hàm Nhơn thành thị trấn Phú Long.
Huyện Hàm Thuận Bắc có 2 thị trấn và 15 xã như hiện nay.

## Kinh tế - xã hội
Về Kinh tế Hàm Thuận Bắc chủ yếu là huyện thuần nông, trong những năm gần đây nhờ có cây Thanh Long mà đời sống bà con trong Huyện tăng lên rõ rệt, nhiều trang trại Thanh Long đã và đang hình thành và phát triển cùng với những Rừng cây Cao Su và cây ăn trái khác đã làm thay đổi bộ mặt Nông thôn Hàm Thuận Bắc;
Do nhu cầu đô thị hóa, cuối năm 2009, Thành phố Phan Thiết sẽ được nâng lên thành đô thị loại II, một số vùng giáp ranh với Phan Thiết của Hàm Thuận Bắc sẽ được chuyển về Phan Thiết quản lý như Hàm Liêm, Hàm Thắng, Hàm Hiệp, Thị trấn Phú Long.
Hàm Thuận Bắc còn là nơi có khung cảnh thiên nhiên rất hữu tình có hồ Hàm Thuận, thủy điện Hàm Thuận-Đa Mi rất đẹp và nên thơ, khung cảnh của các xã giáp ranh với Bảo Lộc, Bảo Lâm, Di Linh thuộc Lâm Đồng không khác gì khung cảnh của Đà Lạt còn ẩn hiện trong sương chưa được khai phá. Tiềm năng thiên nhiên và du lịch của vùng đất này vẫn chưa được đánh thức.

### Xã hội
Hàm Thuận Bắc được hình thành vào khoảng thế kỷ 19 (Hàm Thuận Bắc được hình thành từ thế kỷ XVIII), trong quá trình chinh phục thiên nhiên, chống thiên tai địch họa để sinh tồn và phát triển, địa giới của huyện đã nhiều lần thay đổi với các tên gọi như Hàm Thuận (theo cách gọi của Chính quyền Cách mạng VNDCCH) và quận Thiện Giáo (theo cách gọi của chính quyền Sài Gòn- trước giải phóng), huyện Hàm Thuận (sau giải phóng) và đến năm 1993 (chính xác là năm 1983) được chia tách thành hai huyện là: Hàm Thuận Bắc và Hàm Thuận Nam.
Theo thống kê năm 2007, dân số toàn huyện là 162.586 người. Trên địa bàn huyện hiện có nhiều dân tộc khác nhau sinh sống như Kinh, Rắclay, Chăm, K'Ho ... trong đó dân tộc Kinh chiếm đa số với trên 95%. Cộng đồng dân cư bản địa chủ yếu là người K'Ho, Chăm, Rắclay sống tập trung ở các xã vùng cao với tập quán sản xuất làm nghề rừng, làm nương rẫy, một bộ phận nhỏ trồng lúa nước và được tổ chức thành những buôn làng, các luật tục, lễ thức gắn chặt với buôn làng. Cộng đồng người Kinh tập trung ở vùng đồng bằng, ven quốc lộ nơi có điều kiện thuận tiện buôn bán, trồng lúa nước. Các cộng đồng dân cư của huyện theo một số tôn giáo chính như: Đạo Bà La Môn, Phật giáo, Kito giáo, Tin lành và Lương giáo.

## Giao thông
Có quốc lộ 1A, quốc lộ 28, đường sắt Bắc Nam và đường cao tốc Vĩnh Hảo – Phan Thiết đi qua.